# بغداد ۷۰۷۹
سیارک ۷۰۷۹ (به انگلیسی: 7079 Baghdad، نامگذاری:1986RR) هفت هزار و هفتاد و نهمین سیارک کشف شده‌است که در ۵ سپتامبر ۱۹۸۶ کشف شد.